# 奥田圭のおんこちラジオ
奥田圭のおんこちラジオ（おくだけいのおんこちらじお）は、RKKラジオで放送されていたラジオ番組（音楽番組）。2019年度及び2021年度-2023年度のナイターオフに編成されていた。

## 概要・番組内容
タイトルは「温故知新」に由来し、その名の通り「音楽の温故知新」をコンセプトに、ベテランパーソナリティ奥田圭と、2019年度の当番組がタレントデビューである若手のDJ Hirotoの親子程年の離れた2人が、音楽の新旧をそれぞれの視点から紹介する番組。
月曜から木曜までは週替わりのテーマに沿ってレジェンド世代のアーティストの曲を紹介し、金曜日には新世代のレジェンドの曲を紹介しつつ、音楽について語る。

## 出演者
- 奥田圭
- DJ Hiroto
  - 2019年度放送の最終週で「DJ Hiroto」は奥田の息子（次男）の変名であることが明かされた。当時は高校3年生[注釈 5]であり、放送期間中に高校を卒業。2021年度と2022年度は京都の大学に在学中ゆえ、リモート収録となる。

## 放送時間の変遷
何れもナイターオフシーズンで、JST。
- 月曜日 - 金曜日 21:30 - 21:45（2019年9月30日-2020年3月27日）
- 月曜日 - 金曜日 18:30-18:45（2021年度以降[注釈 3]）

## テーマ曲
- 家入レオ「僕たちの未来」

オープニング・エンディング共に使用。オープニングでは、イントロに効果音が追加されている。